# Campeonato Mundial de Lucha de 1910
El VI Campeonato Mundial de Lucha se celebró en Düsseldorf (Alemania) entre el 5 y el 6 de junio de 1910 bajo la organización de la Federación Internacional de Luchas Asociadas (FILA) y la Federación Alemana de Lucha. Solamente se compitió en las categorías del estilo grecorromano.

## Resultados

### Lucha grecorromana
| Evento | Oro                       | Plata                  | Bronce                       |
| ------ | ------------------------- | ---------------------- | ---------------------------- |
| 60 kg  | Karl Wernicke Alemania    | Uwe Fricker Alemania   | Jürgen Christian Alemania    |
| 70 kg  | Fritz Altroggen Alemania  | H. Bauer Alemania      | J. Gelot · Países Bajos      |
| 85 kg  | Hermann Buchholz Alemania | Fritz Kärcher Alemania | Harald Christensen Dinamarca |
| +85 kg | Gustav Sperling Alemania  | Otto Büren Alemania    | Søren Jensen Dinamarca       |

## Medallero
| Núm. | País         | Oro | Plata | Bronce | Total |
| ---- | ------------ | --- | ----- | ------ | ----- |
| 1    | Alemania     | 4   | 4     | 1      | 9     |
| 2    | Dinamarca    | 0   | 0     | 2      | 2     |
| 3    | Países Bajos | 0   | 0     | 1      | 1     |
|      | TOTAL        | 4   | 4     | 4      | 12    |